# Richard Maux

Titelblatt, der mit einem Hakenkreuz aufgemachten, von Else Reitermayer und Richard Maux im März 1938 dem „Führer Adolf Hitler“ gewidmeten „Ostmark-Hymne“

Richard Maux (* 26. Jänner 1893 in Wien; † 2. August 1971 ebenda) war ein österreichischer Komponist, Altphilologe und Musikpädagoge.

## Leben

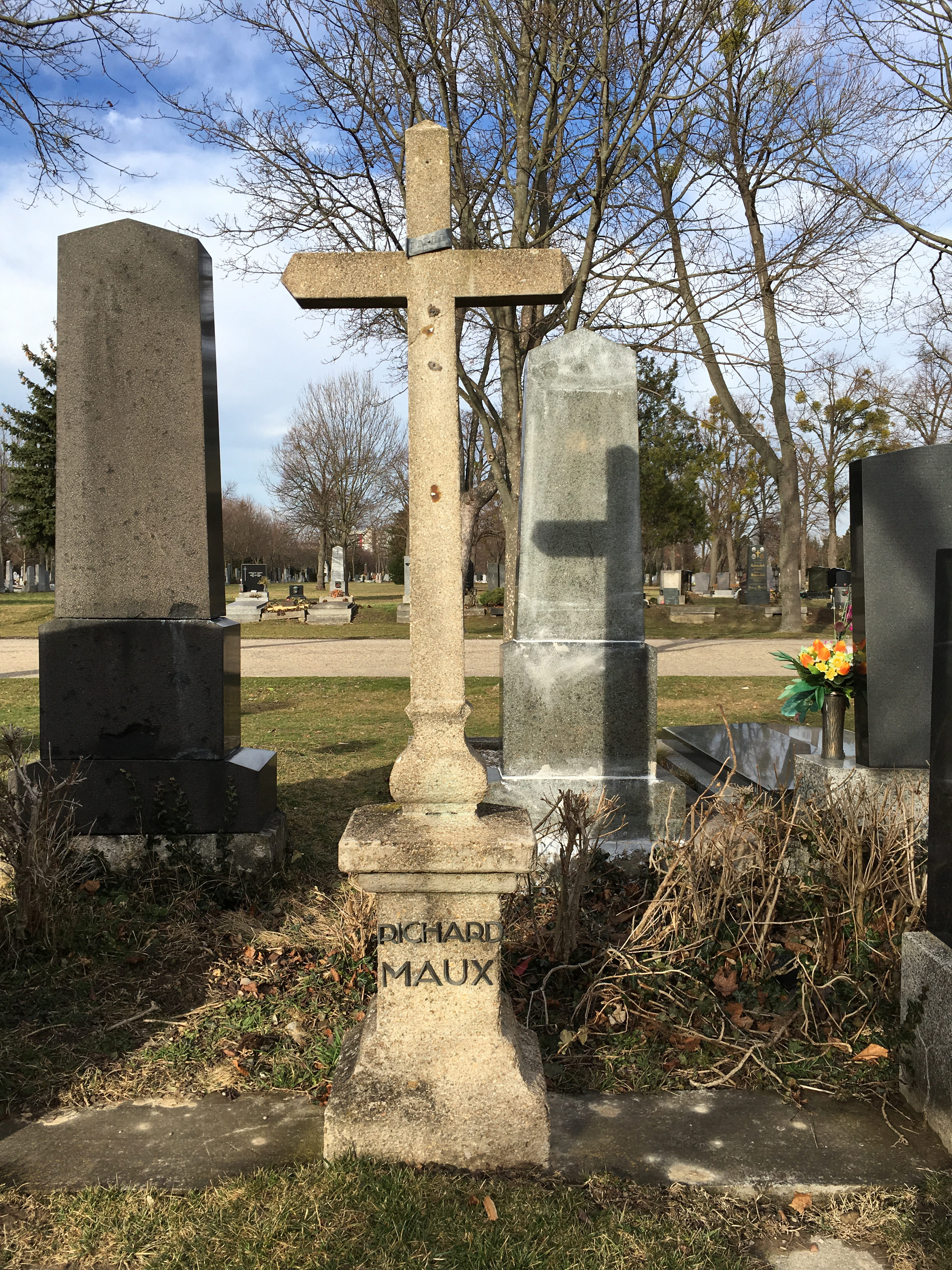
Ehrengrab von Richard Maux am Wiener Zentralfriedhof

Richard Maux besuchte das Gymnasium auf der Wieden im 4. Wiener Bezirk. Seine Mutter erteilte ihm den ersten Klavierunterricht; den ersten Musikunterricht erhielt er an der von seinem Großvater, dem Dirigenten Albin Kosch, gegründeten „Ersten Rossauer Musikschule“.
In den Jahren von 1911 bis 1914 studierte Maux bei Hermann Grädener, einem Freund von Johannes Brahms, Kontrapunkt, Harmonie- und Formenlehre. An der Universität Wien studierte er Klassische Philologie und wurde im Jahr 1915 mit einer Dissertation über die Moral der Musik: Quid Plato et Aristoteles de vi musicae docuerint promoviert. Noch im Jahr 1923 nahm Maux Instrumentationsunterricht bei Hans Gál und begann Bach-Studien unter dessen Anleitung.
Im Jahr 1924 trat Maux in den Schuldienst des BGRG Maroltingergasse (16. Bezirk), wo er bis zu seiner Pensionierung im Jahr 1958 Musik unterrichtete. Richard Maux ist der Onkel der österreichischen Schauspielerin Inge Maux.
Der Literaturwissenschaftler Andreas Weigel hat 2017 kritisiert, dass Richard Maux von seinen Anhängern und Biografen zum Gegner des Nationalsozialismus verklärt wurde, obwohl Maux zwei Wochen nach dem Anschluss Österreichs die von Maux’ Frau Else Reitermayer ohne Zwang getextete und von Maux ohne jede Not vertonte „Ostmark-Hymne“, „Laßt flattern die Fahnen“, eigens „Adolf Hitler gewidmet“ hat und der volle Ertrag des Werk-Erstdruckes vom Verleger „in treuer deutscher Gesinnung der NSDAP Purkersdorf“ zur Verfügung gestellt wurde: „Anlässlich des ‚Anschlusses‘ an das nationalsozialistische Deutschland haben Maux und seine Frau im März 1938 [seine] frühere Weltkriegskomposition ‚Donauwacht‘ bzw. ‚Neu-Österreich‘ mit einem neuen Text zur ‚Ostmark-Hymne‘ umgearbeitet und ihr gemeinsames Werk als Musikdruck veröffentlicht, auf dessen Titelseite signalhaft ein Hakenkreuz prangt, das als Wasserzeichen den Werktitel und die Namen des Autoren-Ehepaares unterlegt. Nicht genug damit haben sie ihr Gemeinschaftswerk dem ‚Führer‘ Adolf Hitler gewidmet, dem sie im Liedtext ihre Tatbereitschaft geloben: ‚Laßt flattern die Fahnen, die Wimpel herbei! Was hofften die Ahnen: Deutsch-Öst‘reich ist frei! Wir grüßen als Heimat das großdeutsche Land, wir reichen den Brüdern die brüderlich‘ Hand. […] Laßt lodern die Flammen in heiliger Stund‘! Sie schlagen zusammen zu treufestem Bund. Den hat uns geschmiedet die eherne Zeit, nun findet der Führer zur Tat uns bereit.“ Als Refrain wurde die ursprüngliche Weltkriegsversion beibehalten: „Wir halten, was wir schwören, wir sind von deutschem Blut! Wir halten, was wir schwören, wir sind von deutschem Blut!‘“
Er wurde in einem ehrenhalber gewidmeten Grab auf dem Wiener Zentralfriedhof bestattet.

## Werke (Auswahl)
- Ostmark-Hymne, op. 26 (Else Reitermayer, Text)
- Die Herzogin und der Page (Ballade) für mittlere Stimme und Orchester, op. 25 (Text: Georg Ruseler)
- Gerd Hansen (Ballade) für Gesang mit Orchester, op. 225 (Text: Georg Ruseler)
- Die Flucht der Heiligenfiguren, op. 395 (1938)
- Schnee, op. 732 (1948)
- Die Unbekannte von der Seine, op. 791 (1959)